# 馬爾他政治
馬爾他是一個議會制民主共和國。馬爾他總統是馬耳他的國家元首，行政權由馬爾他總統和馬爾他總理共有。立法權由馬爾他國會所有。司法機構獨立於立法機構和行政機構。自獨立以來，馬耳他的政權大多由工黨和國民黨輪流執政。